# Wolfgang Thiel (Politiker)
Wolfgang Thiel (* 14. März 1948 in Felchta, Landkreis Mühlhausen i. Th.) ist ein deutscher Politiker (SED, PDS, Die Linke). Er war von 1995 bis 1999 Landesvorsitzender der PDS Brandenburg und von 1999 bis 2004 sowie erneut von 2008 bis 2009 Abgeordneter im Landtag Brandenburg.

## Leben und Beruf
Von 1962 bis 1966 absolvierte er das Abitur mit Berufsausbildung zum Betriebsschlosser. Anschließend studierte er bis 1969 Physik an der Staatlichen Universität Leningrad. Ab 1969 studierte er für zwei Jahre an der KMU Leipzig, nachfolgend Kraftwerkstechnik an der Ingenieurhochschule in Zittau und schließlich von 1985 bis 1987 Gesellschaftswissenschaften an der Parteischule in Moskau.
Er ist zum zweiten Mal verheiratet und hat ein Kind aus erster Ehe.

## Partei
Thiel wurde 1967 Mitglied der SED. Von 1987 bis 1989 war er Mitarbeiter der SED-Bezirksleitung Cottbus. Im November 1989 wurde er Erster Sekretär der SED-Bezirksleitung ebenda. Diese Funktion übte er bis 1990 aus. Dann wurde er zum stellvertretenden Landesvorsitzenden der PDS Brandenburg gewählt. Von 1995 bis 1999 war er schließlich PDS-Landesvorsitzender in Brandenburg.

## Abgeordneter
1999 wurde er erstmals Mitglied des Landtages in Brandenburg. Bei der Landtagswahl 2004 verfehlte er zunächst den Wiedereinzug. Er rückte dann im August 2006 für den verstorbenen Abgeordneten Christian Otto nach und blieb bis zum Ende der Legislaturperiode 2009 im Landtag.